# Faverolles (Orne)
Faverolles és un municipi francès situat al departament de l'Orne i a la regió de Normandia. L'any 2007 tenia 148 habitants.

## Demografia

### Població
El 2007 la població de fet de Faverolles era de 148 persones. Hi havia 56 famílies de les quals 12 eren unipersonals (12 homes vivint sols), 24 parelles sense fills, 16 parelles amb fills i 4 famílies monoparentals amb fills.
La població ha evolucionat segons el següent gràfic:
Habitants censats

### Habitatges
El 2007 hi havia 94 habitatges, 58 eren l'habitatge principal de la família, 23 eren segones residències i 12 estaven desocupats. 92 eren cases i 1 era un apartament. Dels 58 habitatges principals, 46 estaven ocupats pels seus propietaris i 12 estaven llogats i ocupats pels llogaters; 5 tenien dues cambres, 14 en tenien tres, 24 en tenien quatre i 14 en tenien cinc o més. 13 habitatges disposaven pel capbaix d'una plaça de pàrquing. A 31 habitatges hi havia un automòbil i a 24 n'hi havia dos o més.

### Piràmide de població
La piràmide de població per edats i sexe el 2009 era:
| Homes | Edats   | Dones |
| ----- | ------- | ----- |
| 0     | 95 o +  | 0     |
| 0     | 90 a 94 | 0     |
| 0     | 85 a 89 | 0     |
| 4     | 80 a 84 | 4     |
| 4     | 75 a 79 | 0     |
| 16    | 70 a 74 | 20    |
| 0     | 65 a 69 | 0     |
| 4     | 60 a 64 | 0     |
| 0     | 55 a 59 | 4     |
| 4     | 50 a 54 | 4     |
| 4     | 45 a 49 | 4     |
| 0     | 40 a 44 | 8     |
| 8     | 35 a 39 | 0     |
| 12    | 30 a 34 | 0     |
| 8     | 25 a 29 | 12    |
| 0     | 20 a 24 | 0     |
| 8     | 15 a 19 | 0     |
| 0     | 10 a 14 | 4     |
| 0     | 5 a 9   | 0     |
| 4     | 0 a 4   | 0     |

## Economia
El 2007 la població en edat de treballar era de 86 persones, 67 eren actives i 19 eren inactives. De les 67 persones actives 64 estaven ocupades (40 homes i 24 dones) i 3 estaven aturades (3 homes). De les 19 persones inactives 9 estaven jubilades, 4 estaven estudiant i 6 estaven classificades com a «altres inactius».

### Ingressos
El 2009 a Faverolles hi havia 58 unitats fiscals que integraven 145 persones, la mediana anual d'ingressos fiscals per persona era de 15.265 €.

### Activitats econòmiques
Dels 5 establiments que hi havia el 2007, 1 era d'una empresa de construcció, 1 d'una empresa d'informació i comunicació, 2 d'empreses de serveis i 1 d'una empresa classificada com a «altres activitats de serveis».
L'únic servei als particulars que hi havia el 2009 era una lampisteria.
L'any 2000 a Faverolles hi havia 21 explotacions agrícoles que ocupaven un total de 1.022 hectàrees.

## Poblacions més properes
El següent diagrama mostra les poblacions més properes.